# Přijímačky
Přijímačky (v anglickém originále Choke) je osmnáctá epizoda třetí série amerického hudebního televizního seriálu Glee a v celkovém pořadí již šedesátá druhá epizoda seriálu. Napsala ji Marti Noxon, režíroval ji Michael Uppendahl a poprvé se vysílala ve Spojených státech dne 1. května 2012 na americkém televizním kanálu Fox. V epizodě se poprvé objeví speciální hostující hvězda Whoopi Goldberg v roli Carmen Tibideaux, děkanka na Newyorské akademii dramatických umění (NYADA) a také se nově představí Puckův otec (Thomas Calabro).
V původním vysílání epizodu sledovalo celkem 6,01 milionů amerických diváků a získala 2,5/8 Nielsenova ratingu/podílu na trhu ve věkovém okruhu od osmnácti do čtyřiceti devíti let. Sledovanost viditelně klesla oproti předchozí epizodě vysílané předchozí týden s názvem Mít s kým tančit, kterou sledovalo 6,90 milionů diváků.

## Děj epizody
Rachel (Lea Michele) se soustředí na nadcházející konkurz na NYADU, zatímco Kurt (Chris Colfer) je nervózní, protože ještě neví, jakou píseň bude na konkurzu zpívat sám. Rachel mu poradí, aby zpíval píseň, o které ví, že ji umí dobře zazpívat. Rachel prozradí, že se budou přihlašovat do třídy Carmen Tibideaux (Whoopi Goldberg), slavné a náročné umělkyni a nově jmenované děkance na škole. Na poslední chvíli se Kurt rozhodne zazpívat píseň, o které řekne, že je "něco trochu více kontroverznějšího, ale je v ní mnohem více mě". Tibideaux zaujme jak jeho výkon, tak i riziko, které podstoupil. Rachel zpívá píseň, kterou znala velmi dobře již od svých dětských let, ale zapomene text a požádá o druhou šanci. Poté, co se jí druhý pokus znovu nepovede, Carmen konkurz ukončí a odejde.
Jedna z trenérek roztleskávaček Roz Washington (NeNe Leakes) zaslechne vtipkování Santany (Naya Rivera) ohledně původu monoklu trenérky Beiste (Dot-Marie Jones) a informuje dívky, že domácí násilí není věcí, které by se měly smát. Spojí se se Sue (Jane Lynch) a Beiste—která jim řekne, že monokl na jejím obličeji byla způsobena její nehodou—aby dívkám daly hodinu ohledně domácího násilí a Sue jim dá za úkol, aby zazpívaly píseň pro ženy, aby se dostaly ven ze zneužívajících vztahů. Dívky předvedou "Cell Block Tango" z Chicaga a Sue a Roz jim sdělí, že zcela nepochopily zadání. Beiste, která uprostřed vystoupení odešla, řekne Sue a Roz, že ji její manžel Cooter (Eric Bruskotter) ve skutečnosti doopravdy uhodil a modřinu má od něj. Sue trvá na tom, že by se Beiste měla přestěhovat k ní domů, ale Beiste se místo toho rozhodne jít ke své sestře. Beiste prozradí dívkám pravdu ohledně vzniku jejího monoklu. Nicméně nikomu neřekne, že dala Cooterovi druhou šanci.
Finn (Cory Monteith) si dělá obavy, že Puck (Mark Salling) neodmaturuje. Puck řekne Finnovi, že k maturitě jen potřebuje projít testem ze zeměpisu z evropských zemí a že plánuje flirtovat s učitelkou, aby testem prošel. Nicméně učitelka odmítá jeho návrhy, řekne mu, aby radši studoval a Puck se rozhodne odejít. Později, když Puck čistí bazén jednoho ze svých klientů, tak se objevuje jeho otec (Thomas Calabro)—o kterém neslyšel od svých pěti let- a požádá Pucka o peníze, aby mohl zaplatit svůj nájem. Puck si uvědomí, že nechce dopadnout stejně jako jeho otec, který také odešel ze střední školy a tak se Puck do školy vrací a najímá si mužské členy sboru, aby mu pomohli se studiem zeměpisu. Po odevzdání testu se cítí sebejistě, nicméně testem neprojde.

## Seznam písní
- "The Music of the Night"
- "School's Out"
- "Cell Block Tango"
- "Not the Boy Next Door"
- "Don't Rain on My Parade"
- "The Rain in Spain"
- "Shake It Out"
- "Cry"

## Hrají
| Dianna Agron      | Quinn Fabray          |
| Chris Colfer      | Kurt Hummel           |
| Darren Criss      | Blaine Anderson       |
| Jane Lynch        | Sue Sylvester         |
| Jayma Mays        | Emma Pillsburry       |
| Kevin McHale      | Artie Abrams          |
| Lea Michele       | Rachel Berry          |
| Cory Monteith     | Finn Hudson           |
| Heather Morris    | Brittany Pierce       |
| Matthew Morrison  | William Schuester     |
| Amber Riley       | Mercedes Jones        |
| Naya Rivera       | Santana Lopez         |
| Mark Salling      | Noah „Puck“ Puckerman |
| Harry Shum mladší | Mike Chang            |
| Jenna Ushkowitz   | Tina Cohen-Chang      |

## Natáčení
Tuto epizodu režíroval Michael Uppendahl a napsala konzultační producentka Marti Noxon. Natáčení epizody začalo 12. března 2012 a první a poslední dny natáčení se překrývaly s natáčením předchozích a následujících epizod. Předchozí epizoda Mít s kým tančit skončila své natáčení dne 15. března 2012, zatímco následující epizoda s názvem Plesosaurus se začala natáčet ne později než 27. března 2012. Epizoda "Přijímačky" pokračovala s natáčením nejméně do konce března, kdy se natáčely scény do třech různých epizod.
Whoopi Goldberg se v seriálu poprvé objevuje jako speciální hostující hvězda v roli slavné divadelní osobnosti a děkanky z NYADY, Carmen Tibideaux. Goldberg, která nelétá v letadlech, cestovala pomocí "přepychového" autobusuz New Yorku do Los Angeles, aby mohla natočit své scény. Thomas Calabro se v seriálu poprvé objevuje jako otec Pucka. Mezi vedlejší postavy, které se v epizodě objeví, patří členové sboru Sam Evans (Chord Overstreet), Rory Flanagan (Damian McGinty), Sugar Motta (Vanessa Lengies) a Joe Hart (Samuel Larsen), dále fotbalová trenérka Shannon Beiste (Dot Jones) a jedna z trenérek roztleskávaček, Roz Washington (NeNe Leakes).
Šest z osmi písní, které zazněly v epizodě, byly vydáno jako singly a jsou dostupné na internetu ke stažení: "The Rain in Spain" z muzikálu My Fair Lady v podání mužských členů sboru New Directions; "Not the Boy Next Door" z muzikálu The Boy from Oz v podání Chrise Colfera, "Cell Block Tango" z muzikálu Chicago a "Shake It Out" od Florence and the Machine v podání Nayi Rivery, Amber Riley, Jenny Ushkowitz, Heather Morris a Vanessy Lengies; dále "School's Out" od Alice Coopera v podání Marka Sallinga a "Cry" od Kelly Clarkson v podání Ley Michele. Skladba "School's Out" se také objevila na soundtrackovém albu Glee: The Music, The Graduation Album. Dvě zbývající písně, které nebyly vydány jako singly, jsou "Don't Rain on My Parade" z muzikálu Funny Girl—která zazněla v seriálu už po druhé od Michele, která ji předtím původně zpívala v první sérii v epizodě Okresní kolo- a "The Music of the Night" z muzikálu Fantom opery.